# Аблонци, Диана
Диа́на А́блонци (англ. Diane Ablonczy, р. 6 мая 1949) — канадский депутат парламента, представляющий избирательный округ Калгари — Ноус-Хилл и Консервативную партию Канады в канадской палате общин. С 4 января 2011 является государственным министром иностранных дел (по вопросам Америки и консульского обслуживания). 19 января 2010 назначена государственным министром (дела пожилых). До этого занимала должность государственного министра (малый бизнес и туризм), до 30 октября 2008 — министра (малый бизнес и туризм), а до 14 августа 2007 — парламентского секретаря министра финансов. До февраля 2006 Аблонци была главным критиком правительства по вопросам гражданства и иммиграции, здравоохранения и развития человеческих ресурсов.
Впервые Аблонци была избрана в Палату общин в 1993 как депутат Реформистской партии от Севера Калгари. По перераспределению избирательных округов 1996 округ Север Калгари прекратил своё существование, а Аблонци переизбиралась как депутат парламента от Калгари — Ноус-Хилла в 1997 (Реформистская партия), 2000 (Канадский союз), 2004, 2006, 2008 и 2011 (Консервативная партия).

## Биографические данные
Диана Аблонци (девичья фамилия Бродвей) родилась в 1949 в Пеории (Иллинойс, США) и была старшей из шести детей в семье. Через год семья переехала в Три-Хиллс (Альберта), и с тех пор Аблонци росла в различных селениях Альберты. В 1967 она окончила среднюю школу в Лак-ла-Бише. В 1973 получила в Калгарийском университете педагогический диплом и стала преподавать английский язык, литературу и другие предметы.
Вышла замуж за инженера буровых площадок Тома Аблонци, бежавшего из Венгрии после восстания 1956 года. У них родилась дочь. Они занимались выращиванием ячменя, а в 1980 Диана получила юридический диплом Калгарийского университета. Семья переехала в Калгари, где в 1981—1991 Диана имела свою собственную юридическую практику. В 1984 году овдовела, сейчас замужем за Роном Зауэром. Она вырастила дочь, четверых приёмных детей и пятерых внуков.

## Политическое окружение
Впервые Аблонци занялась политикой в 1982, когда она недолго была членом партии Идея Западной Канады, но через несколько месяцев перешла в Ассоциацию провинциальных прав (АПП). Так как АПП была создана слишком поздно, чтобы добиться статуса официальной политической партии, в альбертских провинциальных выборах 1982 она участвовала как независимый кандидат от Калгари — Маунтин-Вью.
В начале 1987 Аблонци вступила в Реформистскую ассоциацию Канады, а позднее в том же году стала членом-учредителем Реформистской партии Канады. Она была избрана первым партийным председателем и исполняла эти обязанности в течение двух сроков. Будучи председателем, она занималась совершенствованием организационной, управленческой и коммуникационной структуры партии, была старшим партийным представителем и поощряла увеличение числа членов партии. В 1991 она прервала свою юридическую практику и перешла в партию на должность особого помощника главы Реформистской партии Престона Мэннинга, отвечая за информацию и стратегическое планирование.
На федеральных выборах 1993 Аблонци избрали в парламент как депутата Реформистской партии от федерального избирательного округа Север Калгари. В последующие годы она продолжала участвовать в делах партии, будучи членом Стратегического комитета Реформистской партии. Она также входила в состав Комитета по развитию Реформистской партии и возглавляла специальную комиссию Реформистской партии по изучению реформ в социальной сфере.
В 1998 и 1999 Аблонци поддержала процесс Объединённая альтернатива по созданию новой правой федеральной партии. Как сопредседатель комитета ОА по политической стратегии она участвовала в разработке первоначального всестороннего плана и проведении его общественных обсуждений по всей стране. В результате на учредительном съезде Канадского союза 25 марта 2000 Декларация о политическом курсе была признана членами партии её официальной программой. Реформистская партия была распущена, вместо неё создавался Канадский союз. Как депутат новой партии Аблонци была переизбрана на федеральных выборах 2000.
В декабре 2001 Аблонци вступила в борьбу за руководство Канадским союзом под девизом «объединения Канадского союза, Прогрессивно-консервативной партии Канады и других заинтересованных партнёров в действенную объединённую оппозиционную партию до следующих выборов». Она заняла третье место, набрав 3,8 % голосов. При этом в конце 2003 Прогрессивно-консервативная партия объединилась с Канадским союзом в новую Консервативную партию Канады.
18 ноября 2002 Аблонци подняла в Палате общин проблему государственной системы «досмотра и проверки безопасности» в связи с делом гражданина Канады и Сирии Махера Арара, которого депортировали из США в Сирию по подозрению в терроризме. По недавним сведениям, после того как канадское правительство не смогло установить «его связи с Эль-Каидой», Аблонци спросила, что правительство «делает для обеспечения канадской безопасности» и как «США так быстро распознали в этом человеке террориста». Аблонци критиковала правительство Кретьена и за «протест в отношении США в связи с тем, что они отправили Арара в Сирию,— но ведь там он также является гражданином». В Сирии Арар более года находился в тюрьме и неоднократно подвергался пыткам сирийскими властями. Позднее КККП подтвердила, что Арар не имел никаких связей с террористическими организациями.
6 июля 2009 консервативный депутат парламента Брэд Трост заявил, что некоторые консервативные парламентарии были удивлены решением Аблонци обеспечить финансирование торонтского фестиваля Неделя самолюбия. После этого полномочия Аблонци на выбор объектов финансирования были переданы другому члену совета министров, а некоторые канадские СМИ объясняли комментарии Троста как намёк на понижение её в должности за такое решение. Позже в национальных СМИ сообщили о том, что это объяснение было опровергнуто представителем правительства Дарреном Каннингемом.
После изменения структуры кабинета 19 января 2010 Диана Аблонци получила портфель государственного министра по делам пожилых. Многими это перемещение всё-таки было воспринято как понижение в должности за решение обеспечить финансирование торонтского фестиваля Неделя самолюбия и вызвало мощную обратную реакцию группы её сторонников.
4 января 2011 она стала государственным министром иностранных дел (по вопросам Америки и консульского обслуживания).

## Парламентская карьера

### 35-й созыв Палаты общин(1993—1997)
Диана Аблонци впервые была избрана в Палату общин 25 октября 1993. Она баллотировалась как кандидат Реформистской партии от Севера Калгари и получила большинство (52,5 %) голосов. Реформистская партия резко увеличила представительство с 1 до 52 кресел. Аблонци занимала следующие должности:
- Парламентский организатор реформистской фракции (избрана своими коллегами, стала первой женщиной, занявшей эту должность за историю всех партий)
- Член Постоянного комитета по процедуре и делам Палаты
- Член Комитета реформистской фракции по иммиграции
- Критик Реформистской партии по вопросам развития человеческих ресурсов
- Член постоянного комитета по развитию человеческих ресурсов
- Исполняющий обязанности критика по вопросам юстиции
- Критик по вопросам Атлантических провинций
- Член постоянного комитета по юстиции и правовым вопросам

В 1995—1997 в прямом эфире на калгарийском кабельном телевидении она вела двухнедельную программу «Позвони своему депутату», которая давала калгарийцам возможность задавать вопросы по федеральной тематике.

### 36-й созыв Палаты общин(1997—2000)
2 июня 1997, после перераспределения избирательных округов, по которому Север Калгари был расформирован, Аблонци была переизбрана как депутат парламента от Калгари — Ноус-Хилла, получив большинство (51,5 %) голосов. Реформистская партия заняла 60 кресел и стала официальной оппозицией. Аблонци занимала следующие должности:
- Член теневого кабинета Реформистской партии
- Главный критик официальной оппозиции по вопросам развития человеческих ресурсов
- Член Постоянного комитета по развитию человеческих ресурсов и положению инвалидов

### 37-й созыв Палаты общин(2000—2004)
27 ноября 2000 Аблонци была избрана депутатом Канадского союза от Калгари — Ноус-Хилла, получив большинство (60,1 %) голосов. Союз занял 66 кресел и стал официальной оппозицией. Аблонци занимала следующие должности:
- Член теневого кабинета Канадского союза
- Главный критик официальной оппозиции по вопросам здравоохранения
- Член Постоянного комитета по здравоохранению. Весной 2001 она стала самостоятельно заниматься исследованием систем здравоохранения Франции, Швеции и Нидерландов. 17 декабря 2001 она оставила должность критика и стала кандидатом на выборах главы Канадского союза.
- Критик официальной оппозиции по вопросам гражданства и иммиграции
- Заместитель председателя Постоянного комитета по гражданству и иммиграции
- Ассоциированный член Постоянного комитета по государственному бюджету, расследовавшего скандал из-за финансирования

### 38-й созыв Палаты общин(2004—2006)
28 июня 2004 Аблонци вновь стала депутатом от Калгари — Ноус-Хилла, но в этот раз от новой Консервативной партии. Она получила ещё большее большинство (64,4 %) голосов. Консервативная партия заняла 99 кресел и стала официальной оппозицией. Аблонци занимала следующие должности:
- Член теневого кабинета Консервативной партии
- Главный критик официальной оппозиции по вопросам гражданства и иммиграции
- Член Постоянного комитета по гражданству и иммиграции

В 2005 она была председателем Национального совещания об иммиграционной системе Канады и разрабатывала иммиграционную политику Консервативной партии

### 39-й созыв Палаты общин(2006—2008)
23 января 2006 Аблонци была переизбрана с возросшим процентом голосов в 68,5 %. Консерваторы заняли 124 кресла и сформировали консервативное правительство. В течение первых 18 месяцев правления Харпера Аблонци занимала следующие должности:
- Парламентский секретарь министра финансов
- Канадский представитель на заседаниях Организации экономического сотрудничества и развития и Европейского банка реконструкции и развития
- Член Постоянного комитета по финансам
- Член исторического всепартийного специального комитета по пересмотру кандидатур в Верховный суд Канады, в ходе которого 27 февраля 2006 проводилось собеседование с кандидатом в судьи Верховного суда Маршаллом Ротстейном, транслировавшееся по национальным новостным каналам

В августе 2007 Аблонци была назначена в федеральный кабинет министров младшим министром, где занимала следующие должности:
- Министр, отвечающий за малый бизнес и туризм
- Член комитета по управлению кабинетом министров
- Член комитета кабинета министров по экономическому росту и долгосрочному устойчивому развитию

### 40-й созыв Палаты общин(2008—2011)
14 октября 2008 Аблонци была переизбрана с рекордным для неё процентом голосов в 69,6 %. Консерваторы вновь стали правящим меньшинством, заняв 143 кресла. 30 октября 2008 Диана Аблонци присягнула как государственный министр малого бизнеса и туризма во втором правительстве Харпера. Она работала в следующих комитетах кабинета министров:
- Предложения в Совет казначейства
- Экономический рост и долгосрочное устойчивое развитие
- Окружающая среда и энергетическая безопасность

Аблонци следила за разработкой и выполнением следующих важных министерских инициатив:
- Сокращение накладных расходов на бумагу. 20 марта 2009 Аблонци заявила, что федеральное правительство достигло поставленной цели по сокращению работы канадского малого бизнеса с документами на 20 %.
- BizPal — онлайновый инструмент для упрощения процесса выдачи разрешений предпринимателям — был распространён на значительно большее число провинциальных правительств.
- Программа по практике для малого бизнеса — программа, созданная для помощи малому бизнесу путём компенсации ему заработной платы студентов, практикующихся на их должностях.
- Программа развития палаточного туризма — заявлена в бюджете 2009 как экономическая стимулирующая инициатива для туризма стоимостью 100 миллионов долларов. К летнему туристическому сезону ПРПТ профинансировала несколько десятков крупных и известных фестивалей по всей Канаде, помогая им организовать мероприятия на мировом уровне и привлечь как можно больше людей.
- Разработка Национальной туристической стратегии для стимулирования будущих инвестиций и большей слаженности с федеральной деятельностью по поддержке туризма.

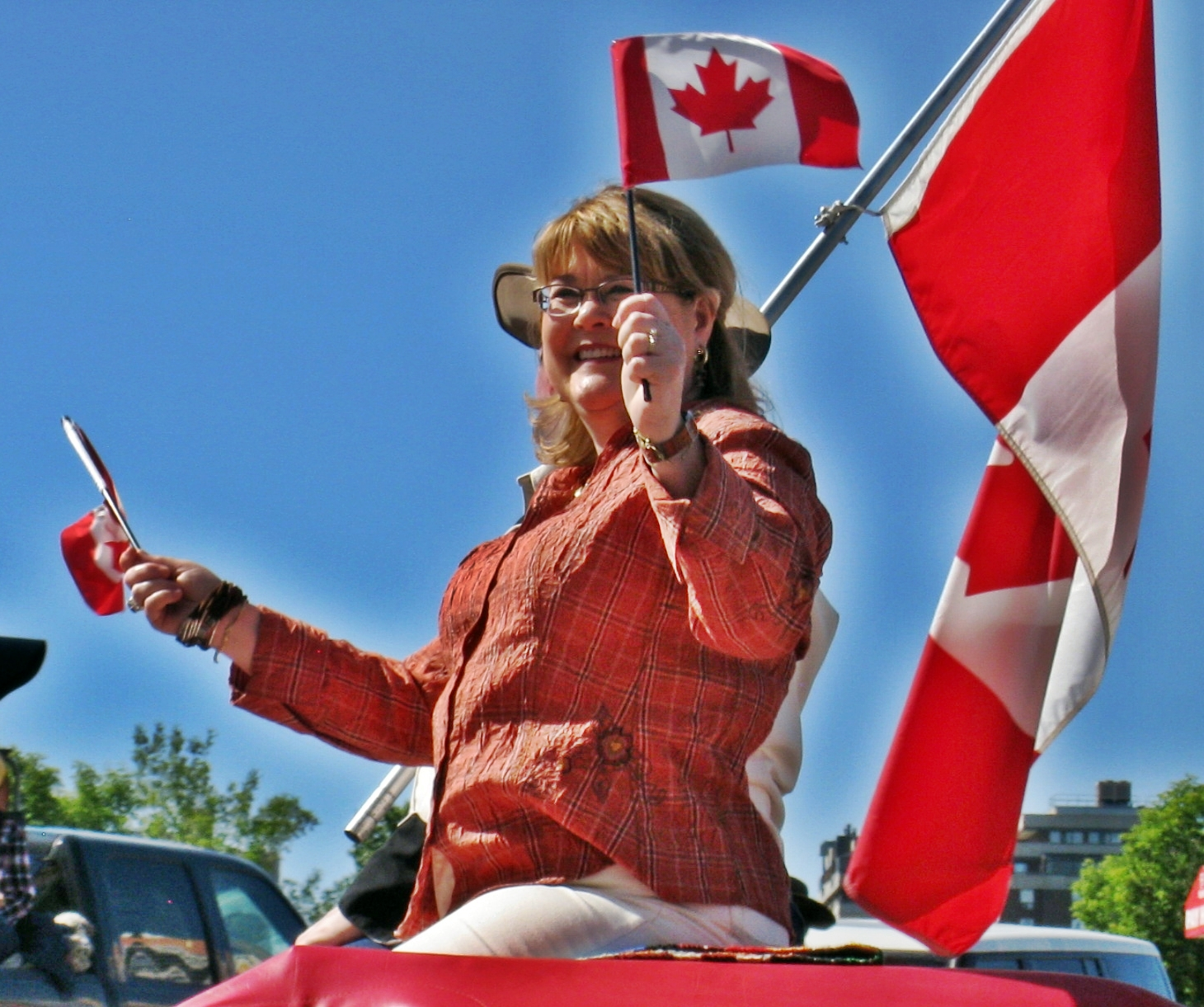
Диана Аблонци на Калгарийском Стампиде 2010 года

После перестановок в кабинете министров 19 января 2010 Диана Аблонци сменила портфель и стала государственным министром по делам пожилых.
Законопроект C-40 об установлении национального дня пожилых людей был внесён государственным министром Аблонци и получил королевскую санкцию 18 ноября 2010. По этому закону национальный день пожилых людей отмечается 1 октября.
В 2010 Аблонци продолжала служить в Совете казначейства и являлась заместителем председателя Комитета социальных дел Кабинета министров.
4 января 2011 Аблонци была назначена государственным министром иностранных дел с полномочиями по вопросам Америки и консульского обслуживания. Она стала членом Комитета иностранных дел и обороны Кабинета министров и продолжает являться членом Совета казначейства.

### 41-й созыв Палаты общин(2008—2015)
На выборах 2 мая 2011 Аблонци была переизбрана 70,2 % голосов. Консерваторы сформировали правящее большинство из 166 кресел и представляют все провинции и Север. 18 мая 2011 Аблонци снова была назначена государственным министром по иностранным делам (Америка и консульские дела).